# جاك اوكي
جاك أوكي (بالإنجليزية: Jack Oakie)‏ (12 نوفمبر 1903 – 23 يناير 1978) كان ممثل أمريكي , يعمل غالبا في الأفلام ولكنه يعمل أيضا على المسرح والراديو والتلفاز

## روابط خارجية
- جاك اوكي على موقع IMDb (الإنجليزية)
- جاك اوكي على موقع ألو سيني (الفرنسية)
- جاك اوكي على موقع ميوزك برينز (الإنجليزية)
- جاك اوكي على موقع تيرنر كلاسيك موفيز (الإنجليزية)
- جاك اوكي على موقع أول موفي (الإنجليزية)
- جاك اوكي على موقع قاعدة بيانات برودواي على الإنترنت (الإنجليزية)
- جاك اوكي على موقع قاعدة بيانات الأفلام السويدية (السويدية)
- جاك اوكي على موقع إن إن دي بي (الإنجليزية)
- جاك اوكي على موقع قاعدة بيانات الفيلم (الإنجليزية)
- جاك اوكي على موقع كينوبويسك (الروسية)